# Sebastian (reper)
Garland Mosley (Norfolk, Virginia, 23. prosinca 1977.) poznatiji kao Sebastian, američki je reper. Trenutno je član producentskih kuća Mosley Music Group i Interscope Records. On je mlađi brat producenta i repera Timbalanda.

## Diskografija

### Albumi
2010: Cruel Intentions (neobjavljen)

### Singlovi
2009: "Hey Lil Lady" (Sebastian featuring Justin Timberlake & Timbaland)

### Gostujući nastupi

#### 2000.
- "Try Again (Timbaland Remix)" (Aaliyah featuring Sin & Sebastian)
- "We At It Again" (Timbaland & Magoo featuring Sebastian)

#### 2001.
- "Open Wide" (Bubba Sparxxx featuring Sebastian)
- "All Y'all" (Timbaland & Magoo featuring Tweet & Sebastian)
- "It's Your Night" (Timbaland & Magoo featuring Sin & Sebastian)
- "People Like Myself" (Timbaland & Magoo featuring Static & Sebastian)
- "Serious" (Timbaland & Magoo featuring Petey Pablo & Sebastian)
- "Roll Out" (Timbaland & Magoo featuring Petey Pablo & Sebastian)
- "Beat Club" (Timbaland & Magoo featuring Sin & Sebastian)
- "Drama" (Timbaland & Magoo featuring Sebastian)

#### 2003.
- "Special" (Sebastian featuring Bubba Sparxxx)
- "Indian Flute" (Timbaland & Magoo featuring Raje Shwari & Sebastian)
- "Naughty Eye" (Timbaland & Magoo featuring Raje Shwari & Sebastian)
- "Go Head & Do Your Thang" (Timbaland & Magoo featuring Sebastian)

#### 2004.
- "Phenomenon" (Sebastian featuring Timbaland)
- "Hungry" (Sebastian featuring Timbaland, Ms. Jade & Sin)
- "Stomped Out" (Sebastian featuring Attitude & Petey Pablo)
- "Rock 'n' Roll" (Sebastian featuring Bubba Sparxxx & Timbaland)

#### 2005.
- "Take Off" (Sebastian featuring Timbaland)

#### 2007.
- "Miscommunication" (Timbaland featuring Keri Hilson & Sebastian)
- "Kill Yourself" (Timbaland featuring Attitude & Sebastian)
- "The Way I Are (Video Version)" (Timbaland featuring Keri Hilson D.O.E. & Sebastian)
- "Number One Fan (Remix)" (Dima Bilan featuring Sebastian)

#### 2008.
- "Dangerous" (M. Pokora featuring Timbaland & Sebastian)
- "Body Talkin'" (Craig David featuring Sebastian)

#### 2009.
- "Better Now" (Luigi Masi featuring Sebastian)
- "Wobbley"
- "Retro"
- "Tomorrow In the Bottle"  (Timbaland featuring Chad Kroeger & Sebastian)
- "Can You Feel It" (Timbaland featuring Esthero & Sebastian)

#### 2010.
- "He Tried" (Sebastian featuring Magoo)

### Zasluge pisanja
- "Ching Ching" (Ms. Jade featuring Nelly Furtado & Timbaland)
- "Insane" (Timbaland & Magoo featuring Candice Nelson)
- "Kold Kutz" (Timbaland & Magoo)
- "I Got Luv 4 Ya" (Timbaland & Magoo)

## Vanjske poveznice
- Sebastianova službena MySpace stranica
- Sebastianova osobna MySpace stranica